# Stora Dammtjärnen, Västmanland
Stora Dammtjärnen är en sjö i Skinnskattebergs kommun i Västmanland och ingår i Norrströms huvudavrinningsområde.